# Aeroporto Internacional Sir Seewoosagur Ramgoolam
O Aeroporto Internacional Sir Seewoosagur Ramgoolam (IATA: MRU, ICAO: FIMP), também conhecido como Aeroporto Plaisance, é um aeroporto localizado em Plaine Magnien, perto de Plaisance e 26 milhas (48 km) a sudeste de Port Louis, a capital da ilha Maurícia.
É a base da Air Mauritius.
O terminal é um edifício com um único piso estrutura exterior tem um estacionamento anexado.
Em 28 de Maio de 2009, as filiais ADPM e ADPI do Aéroports de Paris anunciou que tinha ganho o contrato para construir e gerir Terminal 2, que irá conectar-se com o atual terminal.

## Linhas Aéreas e destinos
| Airlines                                    | Destinations |
| ------------------------------------------- | --- |
| Air Austral                                 | Saint Denis (Reunião), Saint Pierre (Reunião) |
| Air France                                  | Paris-Charles de Gaulle |
| Air Madagascar                              | Antananarivo |
| Air Mauritius                               | Bangalore, Cidade do Cabo, Chennai, Delhi, Durban, Frankfurt, Genebra, Hong Kong, Joanesburgo, Kuala Lumpur, Londres-Heathrow, Melbourne, Milão-Malpensa, Mumbai, Nairobi, Paris-Charles de Gaulle, Perth, Rodrigues, Saint Denis (Reunião), Saint Pierre (Reunião), Singapura, Sydney |
| Air Seychelles                              | Mahé |
| British Airways                             | London-Heathrow |
| British Airways operado pela Comair Limited | Joanesburgo |
| Catovair                                    | Rodrigues |
| Condor                                      | Frankfurt |
| Corsairfly                                  | Paris-Orly |
| Emirates                                    | Dubai |
| Kenya Airways                               | Nairobi |
| Kulula.com                                  | Joanesburgo |
| South African Airways                       | Joanesburgo |
| Virgin Atlantic Airways                     | London-Heathrow [sazonal] |